# Hospital Universitario Miguel Servet
El Hospital Universitario Miguel Servet, también conocido como El Servet o la Casa Grande de Zaragoza, es un hospital público situado en el Paseo de Isabel La Católica, en Zaragoza, España. Se trata del principal centro sanitario de Aragón. Es el hospital universitario sin ser complejo hospitalario, más grande y con mayor número de camas en España. El hospital homenajea en su nombre al científico aragonés Miguel Servet, descubridor para la cultura occidental de la circulación pulmonar.
El centro se encuadra en el Sector II de Zaragoza en materia de salud. Cuenta con 1213 camas y 28 quirófanos. Dispone de alrededor de 5000 trabajadores en plantilla, de los que 750 son facultativos, 2650 personal sanitario y 1600 no sanitario. Abarca una población aproximada de 400 000 habitantes, además de ser hospital de referencia de muchos centros sanitarios, enfermos de los sectores limítrofes son derivados a este hospital debido a que en este centro se encuentran todas las especialidades.

## Historia

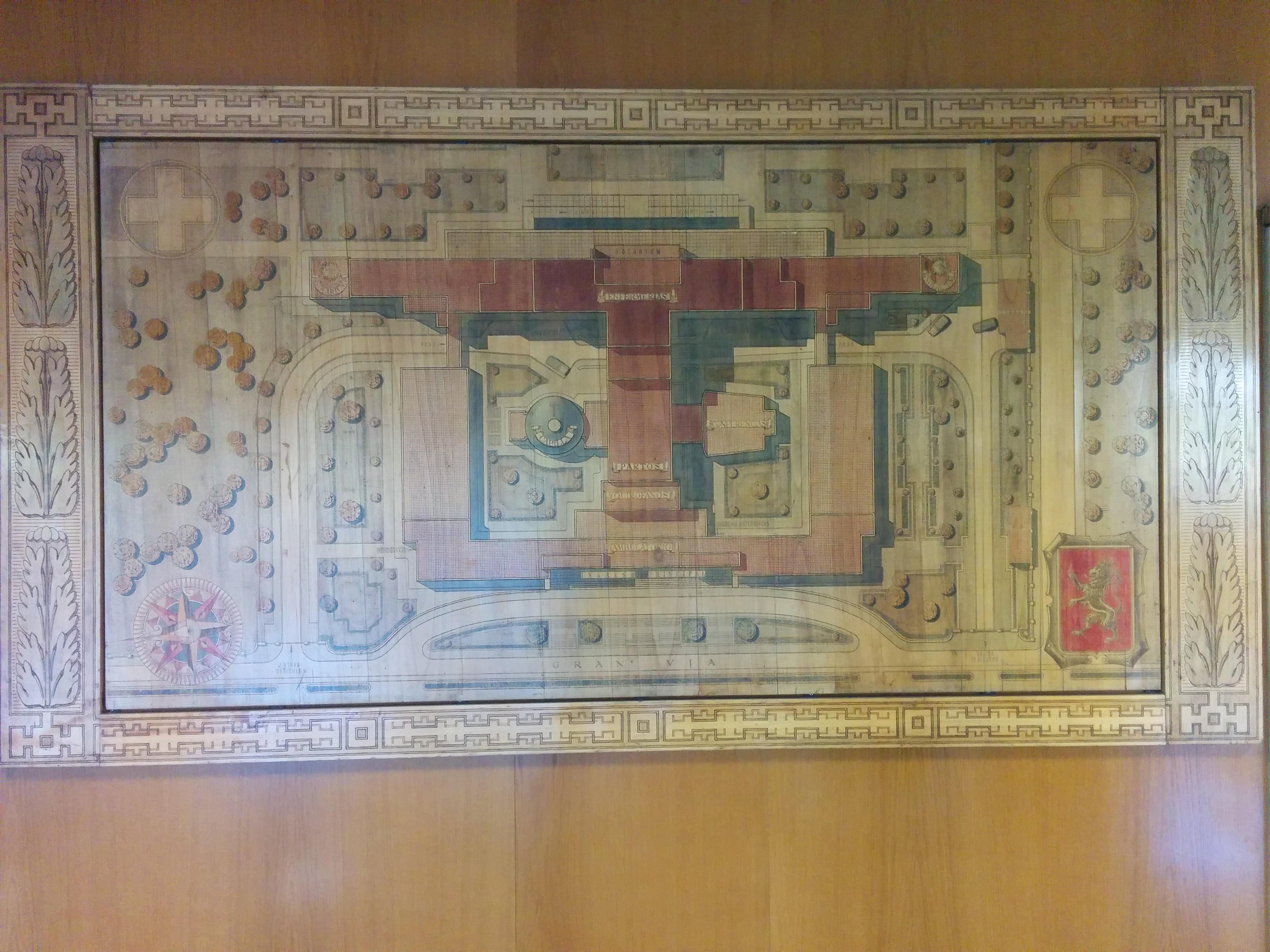
Plano original del Hospital Miguel Servet situado en la entrada principal

Los orígenes del Hospital Miguel Servet están en el concurso convocado en 1946 para la creación de una Residencia Sanitaria de Zaragoza por el Seguro Obligatorio de Enfermedad que al año siguiente se materializó en el proyecto del ingeniero Carlos Fernández Casado, la empresa Huarte y Compañía, y el arquitecto Fernando García Mercadal. La inicial Residencia Sanitaria de la ciudad fue inaugurada en 1955 con el nombre de «Residencia Sanitaria José Antonio» y popularmente como la «Casa Grande», con una capacidad de 500 camas. Tras su ampliación en 1971 alcanzó las 1400 camas y en 1984 pasó a recibir la denominación «Hospital Miguel Servet». En 1990 se reforma el Hospital Materno-Infantil. Desde 1999 tiene carácter de hospital universitario, y recibe el nombre actual de Hospital Universitario Miguel Servet.

## Hospital de referencia
Atiende a la población del Sector Zaragoza II y su área de referencia incluye las zonas de salud de Almozara, Arcosur, Azuara, Belchite, Casablanca, Fernando el Católico, Fuentes de Ebro, Hernán Cortes, Independencia, Las Fuentes Norte, Madre-Vedruna-Miraflores, Reboleria, Romareda, Sagasta-Ruiseñores, San José, San Pablo, Sástago, Torre Ramona, Torrero Este, Valdespartera y Venecia.
Además, algunos Servicios y Unidades son referencia para otros Hospitales de la Comunidad Autónoma de Aragón y para provincias de otras comunidades autónomas limítrofes, que no disponen de las especialidades o técnicas correspondientes. 
El Servicio de Neurología es la sede autonómica en procedimientos como cirugía de Parkinson, cirugía de epilepsia al igual que para el diagnóstico y manejo de la Esclerosis Lateral Amiotrófica (ELA). Su sección de Neurovascular, consta de una Unidad de Ictus de 10 camas, consulta monográfica, laboratorio de neurosonología, es el centro de referencia para la terapia de reperfusión endovascular (trombectomía mecánica) en los evento cerebrovasculares agudos y la sede de la Guardia específica de Neurovascular en Aragón. En el 2020, el hospital fue acreditado por la European Stroke Organisation (ESO) como centro especializado en atención al ictus. La unidad de Esclerosis Múltiple es centro nacional de referencia (CSUR) designado por el ministerio de sanidad.

## Trasplantes
El Hospital Miguel Servet está autorizado para la extracción de órganos de donante cadáver.
Realiza trasplantes de riñón, corazón, válvulas cardíacas, médula ósea (autólogo y alogénico), huesos, tendones y córnea.
El programa de trasplante renal comenzó en el HUMS en 1986. En 2012 realizó 56 implantes de riñones de donantes fallecidos y 10 de donante vivo.

## Unidad de quemados
En 2009 se acreditó como centro de referencia nacional por el Consejo Interterritorial del Sistema Nacional de Salud. Se dedica exclusivamente al tratamiento de los quemados en un ambiente concebido como una Unidad de Cuidados intensivos en el que está integrado un quirófano para que el paciente permanezca en una unidad aislada del resto del hospital. El objetivo principal de este aislamiento es extremar en lo posible todas las medidas que puedan evitar la contaminación hospitalaria.

## Labor de investigación
Tiene grupos de investición en Anatomía Patológica, Pediatría, Endocrinología y Metabolismo, Farmacia, Hematología, Psiquiatría, Obstretricia, Neumología, Neurofisiología, Neurología, Oftalmología, Microbiología, Cirugía Ortopédica y Traumatología y Cardiología.
Destaca la investigación del glaucoma por parte del equipo de oftalmología y la línea de investigación en enfermedades neurovasculares por parte del Grupo de Investigación en Neurociencias. El centro hospitalario colabora en materia de investigación con la Universidad de Zaragoza y es parte del Instituto de Investigación Sanitaria de Aragón.

## Ubicación
Está ubicado en el Paseo Isabel la Católica frente al campo de fútbol de la Romareda. 
Desde el paseo Isabel la Católica se accede al Hospital General y al Hospital Materno Infantil, desde la calle Padre Arrupe se accede a Consultas Externas y desde la calle Gonzalo Calamita se accede a Urgencias y a Traumatología.

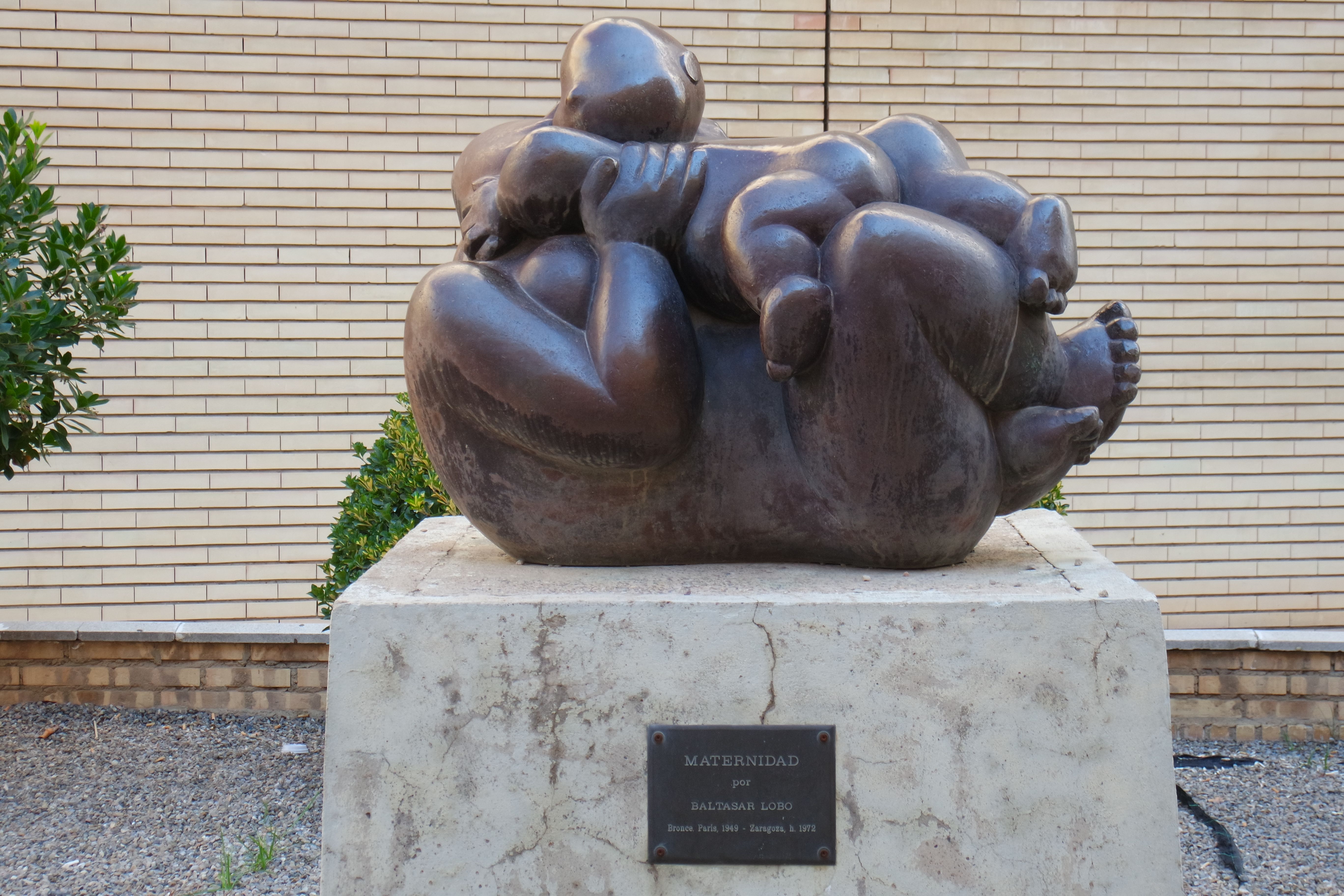
Maternidad, de Baltasar Lobo